# Charles Raffélis de Soissans
Pour les articles homonymes, voir Rafélis.
Charles-Gaspard-Guillaume Raffélis de Soissans, né le 15 mars 1691 à Marseille et mort le 7 juin 1742, est un historien français.

## Biographie
Soissans étudia à Paris avant de faire ses humanités, sa philosophie et sa théologie chez les jésuites d’Avignon. Admis à la profession religieuse dans l’abbaye de Saint-Victor à seize ans, il reçut le sacerdoce à vingt-quatre ans.
L’abbé de Soissans s’adonna d’abord à la prédication, mais l’abbé Le Fournier, de seize ans son ainé, ayant remarqué chez son confrère des dispositions certaines pour les études historiques, il le détermina à l’aider dans ses recherches et à se consacrer à l’érudition dans les matières ecclésiastiques. En communiquant à l’abbé de Soissans le dessein des réunions de l’Académie de Marseille et les grands avantages qu’elles auraient pour la ville de Marseille, La Visclède suscita en lui une ardeur égale à celle qu’il avait su inspirer aux abbés Le Fournier et de Croze.
L’abbé de Soissans ne lut, dans les séances de l’Académie, qu’un seul travail sur l’évêque Proculus. Sa dissertation fut le sujet de plusieurs lectures mais l’abbé de Soissans fut fort peu assidu à l’Académie, ne s’y montrant pas pendant cinq années tandis que les deux religieux, ses confrères, s’y rendaient fort assidument.
En 1733, ayant été nommé à un prieuré qui devait le retenir hors de Marseille, de Soissans s’excusa  enfin de ses longues absences et fit accepter les raisons qu’il avait invoquées pour obtenir la vétérance.

## Sources
- Louis-Toussaint Dassy, L’Académie de Marseille : ses origines, ses publications, ses archives, ses membres, t. 3, Marseille, Barlatier-Feissat, 1877, p. 86-7.